# Адждабия
Адждабия (на арабски: إجدابيا) е град в Северна Либия. Разположен е в провинция Киренайка и е административен център на община Ал Уахат в североизточната част на страната. Състои се от три квартала – Северна, Западна и Източна Адждабия.
Градът се намира на около 160 км южно от втория по големина град на Либия – Бенгази. Разположен е на около 6,4 километра от източния край на залива Сидра, където е изградено пристанище на Средиземно море. Свързан е и с железопътна линия с останалата част на страната. Адждабия е важно кръстовище на крайбрежния път от Триполи до Бенгази и вътрешните пътища на юг до град Джалу и на изток до Тобрук и границата с Египет. В района е развита нефтодобивната и нефтопреработваща промишленост.